# Гратароло, Гульельмо
Гульельмо Гратароло Гратароли (итал. Guglielmo Gratarolo, лат. Guilelmus Gratarolus, 1516, Бергамо — 1568, Базель) — итальянский медик и алхимик XVI века.

## Биография
Гратароло был кальвинистом и в 1552 году бежал от преследований в Базель, где преподавал медицину и публиковал многочисленные труды, в частности с алхимии. Так в 1561 году вместе с печатником Гайнрихом Петри он издал алхимический сборник «Verae alchemiae artisque metallicae, citra aenigmata, doctrina».

## Работы
- «De Memoria Reparanda, Augenda, Servandaque» Andream Gesner. F. & Rodolphum Vuyssenbachium, 1553 surgooglebooks (переиздание Kessinger Publishing, 2009)
- «Regimen omnium iter agentium», 1556 Издание 1563 на сайте googlebooks
- «Verae alchemiae artisque metallicae, citra aenigmata, doctrina», Heinrich Petri et Pietro Perna, Bâle 1561. онлайн на сайте BIUM, На сайте la biblioteca virtual Miguel de Cervantes (недоступная ссылка)
- «Pestis descriptio, causa signa omnigena et praeservatio», apud Federicum Morellum (Parisiis), 1561 в библиотеке Галлика
- «Regimen omnium iter agentium, postremo editum», Wendelinum Rihelium, 1563 На сайте googlebooks